# Norra Långöns naturreservat

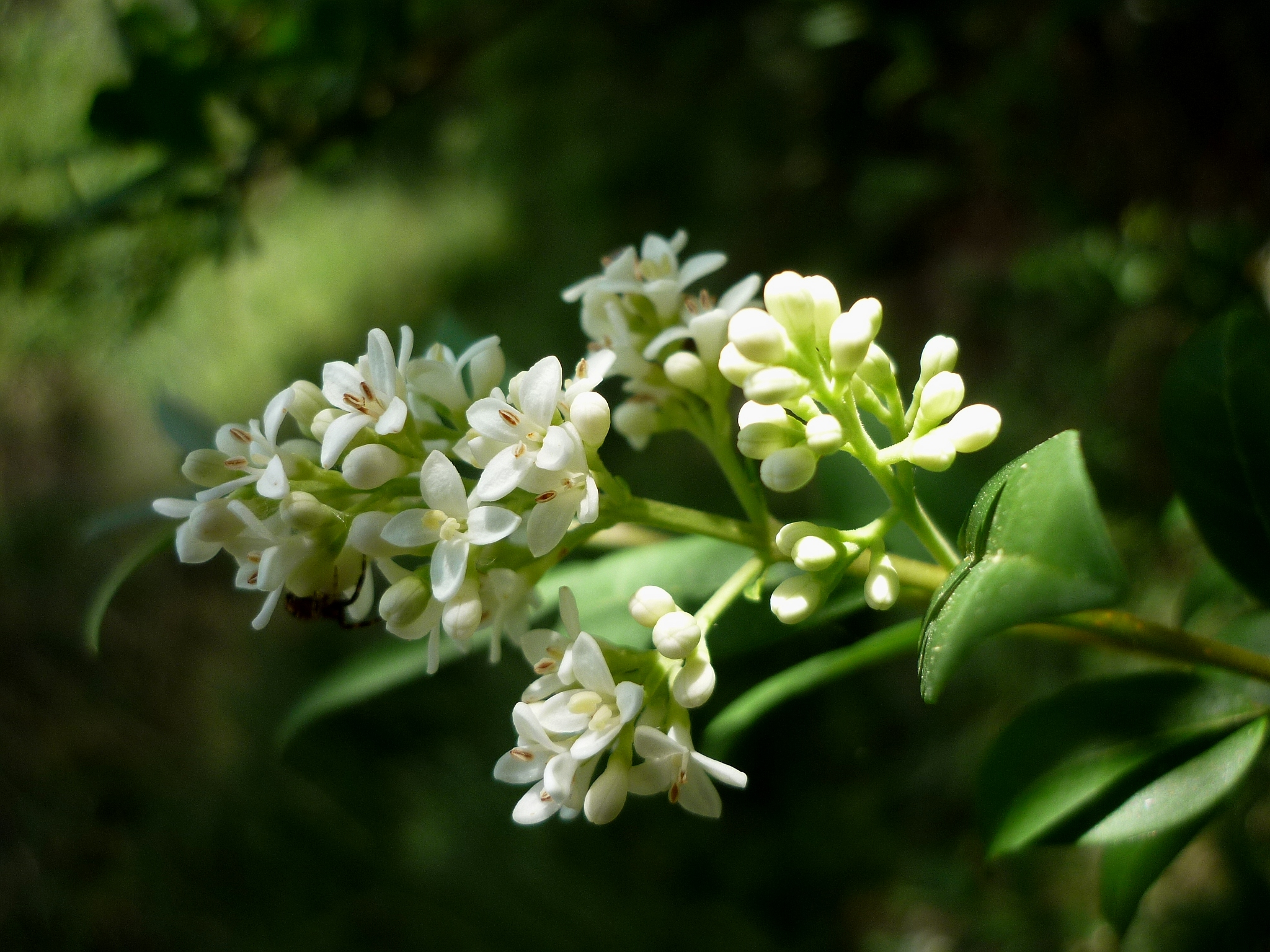
Liguster

Norra Långön är en ö och ett naturreservat i Skee socken i Strömstads kommun i Bohuslän. Ön kallas även Nord Långö.
Området är skyddat sedan 1976 och omfattar 261 hektar. Det är beläget i skärgården nordväst om Strömstad och skiljs från fastlandet av en djup förkastningssänka, den så kallade Långörännan. 
Ön består av en långsmal bergrygg med en centralt belägen bergsplatå. Berggrunden består av grå eller rödviolett bohusgranit. På norra delen av ön växer skogsdungar med tall, björk och al medan södra delen mest består av hällmarker och hedar. På hällmarkerna breder kråkbär och mjölon ut sina vintergröna mattor. På ön finns en intressant flora med blodnäva, ostronört, strandvial och sodaört. På ängsmarken växer backvial, gullviva, kungsmynta, nattviol, liguster och oxbär. På norra delen av ön växer även idegran.
Sommartid går det badturer från Strömstad till Norra Långön. På ön kan man passa på att besöka Alaska, en sten- och trädgårdsanläggning uppbyggd av Hilma Svedal på 1920-talet. Här kan man bese terrasser, bungalows och paviljonger samt massor av pelargoner. Det finns även ett litet sommarcafé.
Området ingår i EU:s ekologiska nätverk av skyddade områden, Natura 2000.